# بازی‌های پان امریکن ۱۹۷۹
بازی‌های پان امریکن ۱۹۷۹ (انگلیسی: 1979 Pan American Games) هشتمین دوره بازی‌های پان امریکن است که از ۱ تا ۱۵ ژوئیه در سان خوآن، پورتوریکو با حضور ۳۷۰۰ ورزشکار برگزار شده‌است.

## جدول مدال‌ها
*   کشور میزبان ( پورتوریکو)
| رتبه            | کشور                | طلا | نقره | برنز | مجموع |
| --------------- | ------------------- | --- | ---- | ---- | ----- |
| ۱               | ایالات متحده آمریکا | ۱۲۶ | ۹۵   | ۴۵   | ۲۶۶   |
| ۲               | کوبا                | ۶۴  | ۴۷   | ۳۴   | ۱۴۵   |
| ۳               | کانادا              | ۲۴  | ۴۳   | ۷۱   | ۱۳۸   |
| ۴               | آرژانتین            | ۱۲  | ۷    | ۱۷   | ۳۶    |
| ۵               | برزیل               | ۹   | ۱۳   | ۱۷   | ۳۹    |
| ۶               | مکزیک               | ۳   | ۶    | ۲۹   | ۳۸    |
| ۷               | پورتوریکو*          | ۲   | ۹    | ۱۰   | ۲۱    |
| ۸               | شیلی                | ۱   | ۴    | ۶    | ۱۱    |
| ۹               | ونزوئلا             | ۱   | ۴    | ۴    | ۹     |
| ۱۰              | جمهوری دومینیکن     | ۰   | ۵    | ۱۰   | ۱۵    |
| ۱۱              | جامائیکا            | ۰   | ۴    | ۱    | ۵     |
| ۱۲              | پاناما              | ۰   | ۲    | ۲    | ۴     |
| ۱۳              | گویان               | ۰   | ۲    | ۱    | ۳     |
| ۱۴              | کلمبیا              | ۰   | ۱    | ۸    | ۹     |
| ۱۵              | پرو                 | ۰   | ۱    | ۲    | ۳     |
| ۱۶              | باهاما              | ۰   | ۱    | ۰    | ۱     |
| ۱۷              | اکوادور             | ۰   | ۰    | ۲    | ۲     |
| ۱۸              | آنتیل هلند          | ۰   | ۰    | ۱    | ۱     |
| ۱۸              | السالوادور          | ۰   | ۰    | ۱    | ۱     |
| ۱۸              | بلیز                | ۰   | ۰    | ۱    | ۱     |
| ۱۸              | جزایر ویرجین        | ۰   | ۰    | ۱    | ۱     |
| مجموع (۲۱ کشور) | مجموع (۲۱ کشور)     | ۲۴۲ | ۲۴۴  | ۲۶۳  | ۷۴۹   |

## ورزش‌ها
- تیراندازی با کمان  (جزئیات)
- دو و میدانی  (جزئیات)
- بیسبال  (جزئیات)
- بسکتبال  (جزئیات)
- بوکس  (جزئیات)
- دوچرخه‌سواری  (جزئیات)
- شیرجه  (جزئیات)
- سوارکاری  (جزئیات)
- شمشیربازی  (جزئیات)
- هاکی روی چمن  (جزئیات)
- فوتبال  (جزئیات)
- ژیمناستیک  (جزئیات)
- جودو  (جزئیات)
- Roller sports  (جزئیات)
- روئینگ  (جزئیات)
- قایقرانی بادبانی  (جزئیات)
- تیراندازی  (جزئیات)
- سافتبال  (جزئیات)
- شنا  (جزئیات)
- شنای موزون  (جزئیات)
- تنیس روی میز  (جزئیات)
- تنیس  (جزئیات)
- والیبال  (جزئیات)
- وزنه‌برداری  (جزئیات)
- کشتی  (جزئیات)